# Craigside
Craigside – wieś w Anglii, w hrabstwie Durham. Leży 17 km na południowy zachód od miasta Durham i 374 km na północ od Londynu.